# Решетиловская овца
Решетиловская порода овец — порода смушково-молочных грубошёрстных овец, получившая название по названию села Решетиловка Полтавского уезда Полтавской губернии Российской империи.

## История
Решетиловская порода была известна уже в конце XIX века — в то время она получила распространение главным образом в Полтавской губернии (в наибольшей степени - в Кобелякском, Зеньковском и Миргородском уездах), шерсть этих овец в основном шла на крестьянские сукна, пояса, войлоки и иные домашние изделия.

## Описание
Бараны имеют длинные спирально извитые рога, овцы на две трети безрогие.
У овец тощий длинный хвост, спускающийся ниже скакательного сустава.
Ягнята имеют смушек с крупным завитком, чаще всего чёрного цвета, значительно уступающий каракульской породе.
Шерсть грубая (хотя для улучшения смушковых качеств решетиловских овец скрещивают с баранами каракульской породы), длиной около 30 см. 
Настриг шерсти со взрослой овцы — 2,5—3,0 кг в год.